# Лажу (Юра)
Лажу (фр. Lajoux) — громада  в Швейцарії в кантоні Юра, округ Франш-Монтань.

## Географія
Громада розташована на відстані близько 45 км на північний захід від Берна, 19 км на південний захід від Делемона.
Лажу має площу 12,4 км², з яких на 4,6% дозволяється будівництво (житлове та будівництво доріг), 62,7% використовуються в сільськогосподарських цілях, 32,2% зайнято лісами, 0,5% не є продуктивними (річки, льодовики або гори).

## Демографія
2019 року в громаді мешкало 672 особи (-1,3% порівняно з 2010 роком), іноземців було 8,2%. Густота населення становила 54 осіб/км².
За віковим діапазоном населення розподілялося таким чином: 19,5% — особи молодші 20 років, 60,1% — особи у віці 20—64 років, 20,4% — особи у віці 65 років та старші. Було 290 помешкань (у середньому 2,3 особи в помешканні).
Із загальної кількості 215 працюючих 43 було зайнятих в первинному секторі, 75 — в обробній промисловості, 97 — в галузі послуг.